# Velká fašistická rada
Velká fašistická rada (Gran consiglio del fascismo, doslova „Velká rada fašismu“) byl hlavní orgán Mussoliniho fašistické vlády v Itálii. Rada, která měla a uplatňovala velkou moc nad institucemi státu, byla vytvořena jako orgán Národní fašistické strany v roce 1923 a státním orgánem se stala 9. prosince 1928. Rada se obvykle scházela v paláci Palazzo Venezia v Římě, který byl také sídlem hlavy italské vlády. Rada zanikla v roce 1943 poté, co odvolala Benita Mussoliniho z funkce italského předsedy vlády.

## Členové
Členové rady byli vybíráni především z řad předáků (gerarchi) fašistické strany, ale i z dalších institucí nebo Mussoliniho osobním výběrem. Pokud 25. července 1943 hlasovali o návrhu na sesazení Mussoliniho, je také vedle jejich jména uvedeno, jak hlasovali.

### Předseda vlády avůdce (duce)
| Portrét | název (Rok narození–úmrtí)   | ve funkci        | ve funkci         | hlasování 25. července 1943 |
| ------- | ---------------------------- | ---------------- | ----------------- | --------------------------- |
|         | Benito Mussolini (1883–1945) | 9. prosinec 1928 | 25. červenec 1943 | Sesazen                     |

### Kvadrumvirové
| Portrét | název (Rok narození–úmrtí)         | ve funkci        | ve funkci         | hlasování 25. července 1943 |
| ------- | ---------------------------------- | ---------------- | ----------------- | --------------------------- |
|         | Italo Balbo (1896–1940)            | 9. prosinec 1928 | 28. červen 1940   | Zemřel v úřadě              |
|         | Michele Bianchi (1883–1930)        | 9. prosinec 1928 | 3. únor 1930      | Zemřel v úřadě              |
|         | Emilio De Bono (1866–1944)         | 9. prosinec 1928 | 25. červenec 1943 | Ano                         |
|         | Cesare Maria De Vecchi (1884–1959) | 9. prosinec 1928 | 25. červenec 1943 | Ano                         |

### Parlament

#### Předseda senátu
| Portrét | název (Rok narození–úmrtí)  | ve funkci        | ve funkci         | hlasování 25. července 1943 |
| ------- | --------------------------- | ---------------- | ----------------- | --------------------------- |
|         | Tommaso Tittoni (1855–1931) | 9. prosinec 1928 | 29. leden 1929    |                             |
|         | Luigi Federzoni (1878–1967) | 29. duben 1929   | 2. březen 1939    |                             |
|         | Giacomo Suardo (1883–1947)  | 15. březen 1939  | 25. červenec 1943 | Zdržel se hlasování         |

#### Předseda Poslanecké sněmovny
| Portrét                            | název (Rok narození–úmrtí)    | ve funkci         | ve funkci         | hlasování 25. července 1943 |
| ---------------------------------- | ----------------------------- | ----------------- | ----------------- | --------------------------- |
|                                    | Antonio Casertano (1863–1938) | 9. prosinec 1928  | 29. leden 1929    | Zemřel v úřadě              |
|                                    | Giovanni Giuriati (1876–1970) | 20. duben 1929    | 19. leden 1934    |                             |
|                                    | Costanzo Ciano (1876–1939)    | 28. duben 1934    | 2. březen 1939    |                             |
| Předseda komory svazků a korporací |                               |                   |                   |                             |
|                                    | Costanzo Ciano (1876–1939)    | 23. březen 1939   | 26. červen 1939   | Zemřel v úřadě              |
|                                    | Dino Grandi (1895–1988)       | 30. listopad 1939 | 25. červenec 1943 | Ano                         |

### Ministři

#### Zemědělství a lesnictví
| Portrét | název (Rok narození–úmrtí)     | ve funkci         | ve funkci         | hlasování 25. července 1943 |
| ------- | ------------------------------ | ----------------- | ----------------- | --------------------------- |
|         | Giacomo Acerbo (1888–1969)     | 9. prosinec 1928  | 24. leden 1935    |                             |
|         | Edmondo Rossoni (1884–1965)    | 24. leden 1935    | 31. říjen 1939    |                             |
|         | Giuseppe Tassinari (1891–1944) | 31. říjen 1939    | 26. prosinec 1941 |                             |
|         | Carlo Pareschi (1898–1944)     | 26. prosinec 1941 | 25. červenec 1943 | Ano                         |

#### Korporace
| Portrét | název (Rok narození–úmrtí)    | ve funkci         | ve funkci         | hlasování 25. července 1943 |
| ------- | ----------------------------- | ----------------- | ----------------- | --------------------------- |
|         | Benito Mussolini (1883–1945)  | 9. prosinec 1928  | 12. září 1929     | Předseda vlády a Duce       |
|         | Giuseppe Bottai (1895–1959)   | 12. září 1929     | 20. červenec 1932 |                             |
|         | Benito Mussolini (1883–1945)  | 20. červenec 1932 | 11. červen 1936   | Předseda vlády a Duce       |
|         | Ferruccio Lantini (1886–1959) | 11. červen 1936   | 31. říjen 1939    |                             |
|         | Renato Ricci (1896–1956)      | 31. říjen 1939    | 6. únor 1943      |                             |
|         | Carlo Tiengo (1882–1945)      | 6. únor 1943      | 19. duben 1943    |                             |
|         | Tullio Cianetti (1899–1976)   | 19. duben 1943    | 25. červenec 1943 | Ano                         |

#### Finance
| Portrét | název (Rok narození–úmrtí)       | ve funkci         | ve funkci         | hlasování 25. července 1943 |
| ------- | -------------------------------- | ----------------- | ----------------- | --------------------------- |
|         | Antonio Mosconi (1866–1955)      | 9. prosinec 1928  | 20. červenec 1932 |                             |
|         | Guido Jung (1876–1949)           | 20. červenec 1932 | 17. leden 1935    |                             |
|         | Paolo Thaon di Revel (1888–1973) | 17. leden 1935    | 6. únor 1943      |                             |
|         | Giacomo Acerbo (1888–1969)       | 6. únor 1943      | 25. červenec 1943 | Ano                         |

#### Zahraničí
| Portrét | název (Rok narození–úmrtí)   | ve funkci         | ve funkci         | hlasování 25. července 1943 |
| ------- | ---------------------------- | ----------------- | ----------------- | --------------------------- |
|         | Benito Mussolini (1883–1945) | 9. prosinec 1928  | 12. září 1929     | Předseda vlády a Duce       |
|         | Dino Grandi (1895–1988)      | 12. září 1929     | 20. červenec 1932 |                             |
|         | Benito Mussolini (1883–1945) | 20. červenec 1932 | 9. červen 1936    | Předseda vlády a Duce       |
|         | Galeazzo Ciano (1903–1944)   | 9. červen 1936    | 6. únor 1943      |                             |
|         | Benito Mussolini (1883–1945) | 6. únor 1943      | 25. červenec 1943 | Předseda vlády a Duce       |

#### Vnitro
| Portrét | název (Rok narození–úmrtí)   | ve funkci        | ve funkci         | hlasování 25. července 1943 |
| ------- | ---------------------------- | ---------------- | ----------------- | --------------------------- |
|         | Benito Mussolini (1883–1945) | 9. prosinec 1928 | 25. červenec 1943 | Předseda vlády a Duce       |

#### Spravedlnost a náboženské záležitosti
| Portrét               | název (Rok narození–úmrtí)      | ve funkci         | ve funkci         | hlasování 25. července 1943 |
| --------------------- | ------------------------------- | ----------------- | ----------------- | --------------------------- |
|                       | Alfredo Rocco (1875–1935)       | 9. prosinec 1928  | 20. červenec 1932 |                             |
| Milost a spravedlnost |                                 |                   |                   |                             |
|                       | Pietro De Francisci (1883–1971) | 20. červenec 1932 | 24. leden 1935    |                             |
|                       | Arrigo Solmi (1873–1944)        | 24. leden 1935    | 12. červenec 1939 |                             |
|                       | Dino Grandi (1895–1988)         | 12. červenec 1939 | 5. únor 1943      |                             |
|                       | Alfredo De Marsico (1888–1985)  | 5. únor 1943      | 25. červenec 1943 | Ano                         |

#### Tisk a propaganda
| Portrét                   | název (Rok narození–úmrtí)      | ve funkci       | ve funkci         | hlasování 25. července 1943 |
| ------------------------- | ------------------------------- | --------------- | ----------------- | --------------------------- |
|                           | Galeazzo Ciano (1903–1944)      | 23. červen 1935 | 11. červen 1936   |                             |
|                           | Dino Alfieri (1886–1966)        | 11. červen 1936 | 27 May 1937       |                             |
| Ministr populární kultury |                                 |                 |                   |                             |
|                           | Dino Alfieri (1886–1966)        | 27 May 1937     | 31. říjen 1939    |                             |
|                           | Alessandro Pavolini (1903–1945) | 31. říjen 1939  | 6. únor 1943      |                             |
|                           | Gaetano Polverelli (1903–1945)  | 6. únor 1943    | 25. červenec 1943 | Ne                          |

#### Veřejné školství
| Portrét          | název (Rok narození–úmrtí)         | ve funkci         | ve funkci         | hlasování 25. července 1943 |
| ---------------- | ---------------------------------- | ----------------- | ----------------- | --------------------------- |
|                  | Giuseppe Belluzzo (1876–1952)      | 9. prosinec 1928  | 12. září 1929     |                             |
| Národní školství |                                    |                   |                   |                             |
|                  | Balbino Giuliano (1879–1958)       | 12. září 1929     | 20. červenec 1932 |                             |
|                  | Francesco Ercole (1884–1945)       | 20. červenec 1932 | 24. leden 1935    |                             |
|                  | Cesare Maria De Vecchi (1884–1959) | 24. leden 1935    | 15. listopad 1936 |                             |
|                  | Giuseppe Bottai (1895–1959)        | 15. listopad 1936 | 5. únor 1943      |                             |
|                  | Giacomo Acerbo (1888–1969)         | 5. únor 1943      | 25. červenec 1943 | Ano                         |

### Předseda Královské akademie
| Portrét | název (Rok narození–úmrtí)      | ve funkci         | ve funkci         | hlasování 25. července 1943 |
| ------- | ------------------------------- | ----------------- | ----------------- | --------------------------- |
|         | Tommaso Tittoni (1855–1931)     | 28. říjen 1929    | 16. září 1930     |                             |
|         | Guglielmo Marconi (1874–1937)   | 19. září 1930     | 20. červenec 1937 | Zemřel v úřadě              |
|         | Gabriele D'Annunzio (1863–1938) | 12. listopad 1937 | 1. březen 1938    | Zemřel v úřadě              |
|         | Luigi Federzoni (1878–1967)     | 21. duben 1938    | 25. červenec 1943 | Ano                         |

### Předseda Zvláštního soudu pro obranu státu
| Portrét | název (Rok narození–úmrtí)             | ve funkci         | ve funkci         | hlasování 25. července 1943 |
| ------- | -------------------------------------- | ----------------- | ----------------- | --------------------------- |
|         | Guido Cristini (1895–1979)             | 9. prosinec 1928  | 28. listopad 1932 |                             |
|         | Antonino Tringali-Casanova (1888–1943) | 28. listopad 1932 | 25. červenec 1943 | Ne                          |

### Další členové
- Dále byli v Radě zastoupeni ředitelé korporací, průmyslníci, pracovníci v zemědělství, dělníci v průmyslu a rolníci.
- Tajemník Národní fašistické strany byl zároveň tajemníkem Rady.
- Různé další členy vybíral sám Mussolini, a sice vždy na dobu tří let.

## Pravomoci rady
Rada v zásadě měla tyto pravomoci:

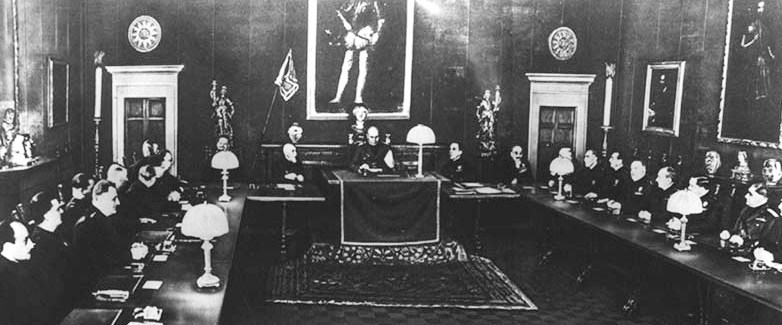
Zasedání Velké rady ze dne 9. května 1936, kde byla vyhlášena Říše

- Pravomoc vybírat poslance fašistické strany, jmenovat tajemníka strany a další předáky, schvalovat stanovy strany a řídit politiku strany.
- Pravomoc vybírat nástupnickou linii krále včetně volby následníka trůnu, stanovovat práva krále, pravomoc volit možné nástupce předsedy vlády, pravomoc určovat funkci a členství ve Velké fašistické radě, Senátu, Poslanecké sněmovně, pravomoc rozhodovat o právech a pravomocích předsedy vlády, o mezinárodních smlouvách a zahraniční politice.

Zasedání Velké rady svolával sám předseda vlády a všechny dekrety a zákony vstupovaly v platnost až po jeho souhlasu. Na rozdíl od vůdcovského principu v nacistickém Německu (neomezená moc diktátora) si Velká fašistická rada ponechala pravomoc doporučit italskému králi odvolat předsedu vlády z funkce. Protože všechny ostatní vládní instituce byly podřízeny fašistické straně, byla Rada jedinou kontrolou Mussoliniho moci.

## Svržení Mussoliniho
Spojenci vstoupili na Sicílii v červenci 1943. Člen Velké rady Dino Grandi navrhl vyslovit nedůvěru Mussolinimu jako vůdci Rady a strany. Hlasovalo se v noci z 24. na 25. července 1943 a návrh byl schválen 19 hlasy pro, 8 proti a jeden se zdržel hlasování. Mezi 19 hlasy o nedůvěře byli hlasy Mussoliniho zetě Galeazza Ciana, který byl bývalým ministrem zahraničních věcí, a vlivného maršála Emilia De Bono.
Následujícího dne se král Victor Emmanuel setkal s Mussolinim a sdělil mu, že jako předseda vlády povede Itálii generál Pietro Badoglio. Mussolini byl okamžitě po setkání zatčen.
V září 1943 byl Mussolini německým komandem osvobozen z vězení a znovu získal moc v severní Itálii. 8. ledna 1944 nechal ve Veroně zatknout Ciana, De Bona a tři další a obvinil je z velezrady. O tři dny později byli po zinscenovaném procesu ve Veroně popraveni zastřelením.